# Département de Gossas
Le département de Gossas est l’un des trois départements de la région de Fatick (Sénégal).

## Administration
Son chef-lieu est la ville de Gossas, qui est aussi la seule commune du département.
Les deux arrondissements sont :
- Arrondissement de Colobane
- Arrondissement de Ouadiour

## Géographie

### Population
Lors du recensement de décembre 2002, la population était de 150 279 habitants. En 2005, elle était estimée à 159 946 personnes, et à 123 167 en 2023.  